# Dissotis brazzae
Dissotis brazzae är en tvåhjärtbladig växtart som beskrevs av Célestin Alfred Cogniaux. Dissotis brazzae ingår i släktet Dissotis och familjen Melastomataceae. Inga underarter finns listade i Catalogue of Life.